# Cristóbal Balenciaga

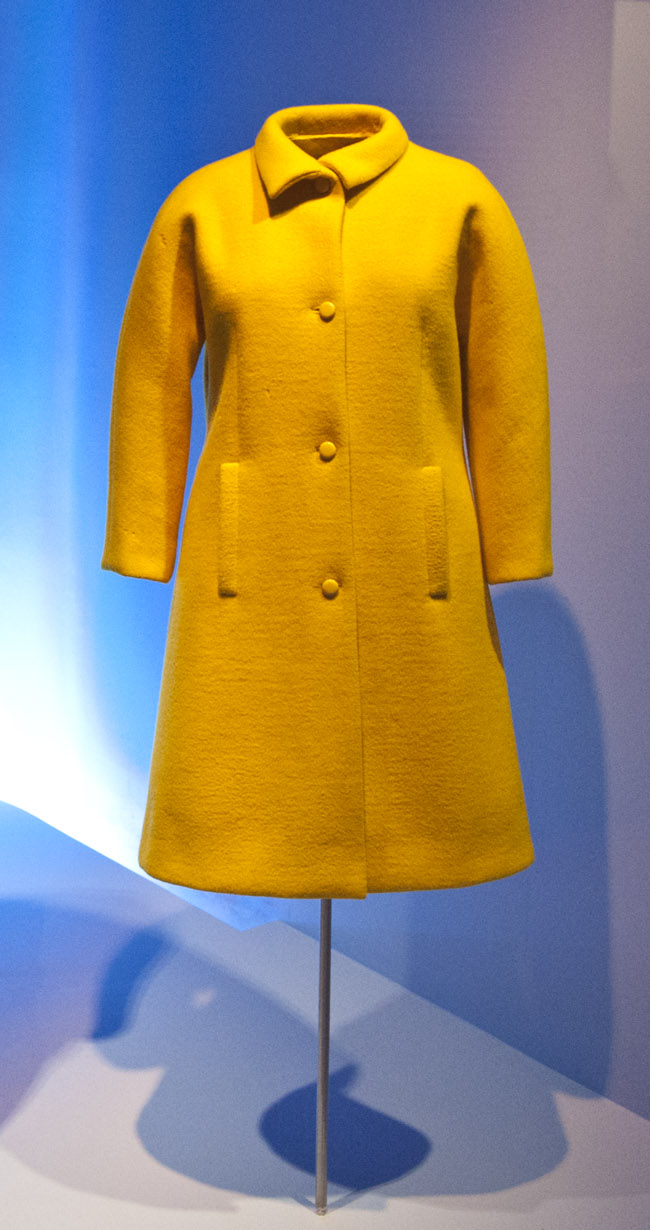
Mantel von Balenciaga, um 1960, Cristóbal Balenciaga Museum in Getaria

Balenciaga-Logo

Cristóbal Balenciaga Eizaguirre (sprich [kɾisˈtoβal βalenˈθjaɣa ejθaˈɣire]; * 21. Januar 1895 in Getaria, Spanien; † 23. März 1972 in Xàbia, Spanien) war ein einflussreicher spanischer Modeschöpfer der französischen Haute Couture. 1937 gründete er das bis heute bestehende Modeunternehmen Balenciaga. Er galt als „Perfektionist seines Handwerks und Meister aller Couturiers“, als „Gralshüter der Eleganz“.

## Leben
Balenciaga war Sohn eines baskischen Fischers und einer Näherin. Gefördert durch die spanische Markgräfin Marquesa de Casa Torres, für die Balenciagas Mutter arbeitete, absolvierte er ab 1907 in San Sebastián eine Ausbildung zum Schneider. 1911 fand Balenciaga im gleichen Ort bei dem Modehersteller Grandes Almacenes Au Louvre als Designer für gehobene Damenmode eine Anstellung, die ihn regelmäßig nach Paris als Zentrum der internationalen Modewelt führte. Mit finanzieller Unterstützung der Markgräfin eröffnete Balenciaga 1917 in San Sebastián einen Schneidersalon für hochpreisige Damenmode, dem sich Haute-Couture-Salons in Madrid und Barcelona anschlossen. Sein eigenes Unternehmen, Balenciaga y Compañia, gründete er 1918 zusammen mit den Unternehmerinnen Benita und Daniela Lizaso und benannte es nach der Trennung 1924 in Cristóbal Balenciaga um. Zu seinen Kundinnen zählten Königin Maria Christina und deren Enkelin Prinzessin Isabella Alfonsa (1904–1985). 1927 eröffnete er ein Geschäft namens Eisa Costura (nach dem Geburtsnamen seiner Mutter, Eizaguirre) mit Konfektionsmode für Damen in San Sebastián. Nach dem Sturz der Monarchie in Spanien 1931 und der damit verbundenen Auswanderung vieler vermögender Spanier in Zeiten des gesellschaftlichen Umbruchs musste Balenciaga Konkurs anmelden. 1932 startete er mit seinem Modesalon Eisa neu und eröffnete wieder Niederlassungen in Madrid und Barcelona.
Zu Beginn des Spanischen Bürgerkriegs 1936 emigrierte Balenciaga nach einem erfolglosen Umweg über London nach Paris, wo er 1937 erstmals Haute Couture Mode präsentierte. Mit seinem Lebenspartner, dem französisch-polnischen Millionär Władzio Jawrorowski d’Attainville († 1948), und einem weiteren Unternehmer gründete er die Balenciaga SARL. Seine spanischen Geschäfte hatte er vorübergehend geschlossen, eröffnete sie aber ab 1938 unter dem Namen Eisa Costura wieder sukzessive. 1938 eröffnete er einen Haute-Couture-Salon in der Pariser Avenue George V. Seine eleganten und modernen, bisweilen strengen Kreationen für selbstbewusste Frauen fanden großen Anklang in der Pariser Modeszene. Spätestens ab den 1950er Jahren galt Balenciaga als der „König der Haute Couture“. Um seine Entwürfe vor Kopien zu schützen, fanden seine Modenschauen für die Presse immer einen Monat nach allen anderen Couture-Veranstaltungen statt, zu welchen Balenciaga seine Kreationen ausschließlich seinen Privatkunden und den Modeeinkäufern präsentierte. Sein Protegé Hubert de Givenchy, mit dem Balenciaga eine lebenslange Freundschaft verband, übernahm diese Vorgehensweise für Givenchy.
1958 wurden Balenciagas Verdienste um die Pariser Modewelt mit einer Mitgliedschaft in der französischen Ehrenlegion gewürdigt. Coco Chanel würdigte ihn als „einzig wahren Couturier“. 1968 verabschiedete sich Balenciaga aus der Modewelt und schloss sein Unternehmen, mit Ausnahme der Parfümsparte. Nur für die Hochzeit der Enkelin von Spaniens Diktator Francisco Franco entwarf er 1972 noch ein Brautkleid mit einer imposanten Hutkreation.
Balenciaga starb 1972 im Urlaub in Xàbia an einem Herzinfarkt. Er liegt in seinem Geburtsort Getaria begraben. Zeitlebens hatte er die Öffentlichkeit gemieden und keine Interviews gegeben.
Zu den berühmten Kundinnen von Balenciaga gehörten Mona von Bismarck, Grace Kelly, Ava Gardner, Audrey Hepburn und Jackie Kennedy.

## Vermächtnis
1999 wurde in Spanien die Cristóbal Balenciaga Stiftung zur Wahrung der Erinnerung an den Designer ins Leben gerufen, der bis zu seinem Tod 2018 Hubert de Givenchy als Präsident vorstand. Die spanische Königin Sofia eröffnete am 7. Juni 2011 in Getaria das ihm zu Ehren benannte Museum Cristóbal Balenciaga Museoa.